# Oscar Pistorius
Oscar Pistorius (ur. 22 listopada 1986 w Johannesburgu) – południowoafrykański lekkoatleta, biegacz niepełnosprawny. Uczestnik igrzysk paraolimpijskich, na których zdobył sześć złotych medali.
15 lipca 2007 na mitingu IAAF, biegnąc na specjalnych protezach z włókna węglowego, wystąpił jako pierwszy niepełnosprawny biegacz razem ze sprawnymi zawodnikami.
Pistorius w wyniku wrodzonych wad stracił obydwie nogi w pierwszym roku życia (11 miesięcy). Mimo zaawansowanego stopnia kalectwa od zawsze intensywnie uprawiał sport – rugby, tenis, piłkę wodną, boks i zapasy. Jest rekordzistą wśród niepełnosprawnych w biegach na dystansie 100, 200 i 400 m, z czasami odpowiednio 10,91 s, 21,30 s i 45,07 s.

## Protezy

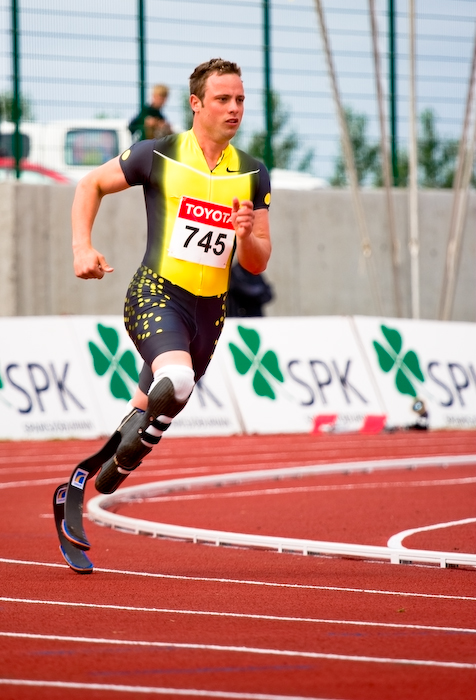
Oscar Pistorius (2007)

Po przeprowadzonych badaniach biomechanicznych naukowcy orzekli, że używane przez biegacza protezy dają mu dużą przewagę nad w pełni sprawnymi zawodnikami. Miał wobec tego nie wystartować na Igrzyskach Olimpijskich w Pekinie w 2008. Przełomowy wyrok wydał 16 maja 2008 Trybunał Arbitrażowy przy Międzynarodowym Komitecie Olimpijskim, od którego sądów nie ma odwołania. Werdykt brzmi: 

Biegający na protezach Oscar Pistorius może wystartować w igrzyskach olimpijskich w Pekinie.

 Werdykt nie oznacza powszechnego dopuszczenia niepełnosprawnych, którzy korzystają z pomocy nowych technologii, do rywalizacji ze zdrowymi. Każdy przypadek ma być rozpatrywany osobno. Trybunał stwierdził, że nie ma wystarczających przesłanek, aby uznać, że protezy dają Pistoriusowi przewagę nad pełnosprawnymi sportowcami.

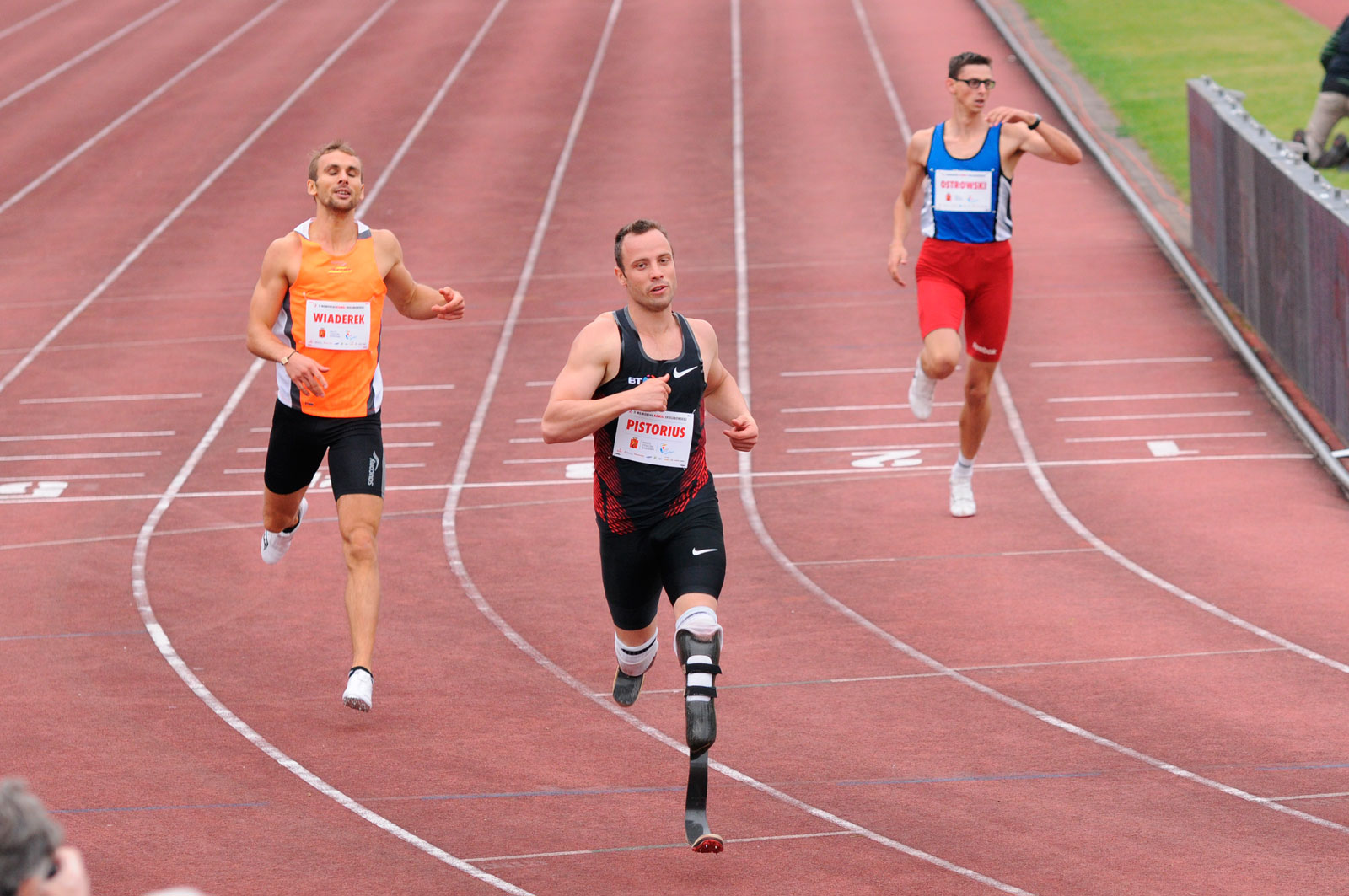
Warszawa 2011

Aby wystąpić w Pekinie, musiał przebiec 400 metrów w czasie 45,55 s. W najlepszym swoim występie osiągnął czas o 0,7 s gorszy, więc nie miał szans na indywidualny start na igrzyskach. Pozostała nadzieja na start w sztafecie 4 × 400 metrów. Krajowy komitet olimpijski nie zdecydował się jednak wysłać Pistoriusa jako członka sztafety, tłumacząc to względami bezpieczeństwa (w biegu sztafetowym zawodnicy biegną razem, a nie każdy po swoim torze jak ma to miejsce w starcie indywidualnym). Niezrażony tym lekkoatleta wystąpił na igrzyskach paraolimpijskich, zdobywając złote medale na 100, 200 oraz 400 metrów. Jednocześnie rozpoczął już plan przygotowań do kolejnych Igrzysk Olimpijskich – Londyn 2012
19 lipca 2011 poprawił swój rekord w biegu na 400 m i wywalczył minimum na mistrzostwa świata w Daegu wynikiem 45,07.
Podczas mistrzostw świata odpadł w półfinale na 400 metrów, a w sztafecie 4 × 400 metrów ustanowił rekord kraju – 2:59,21.

## Letnie Igrzyska Olimpijskie w Londynie (2012)
Podczas Letnich Igrzysk Olimpijskich w 2012 w Londynie Pistorius został pierwszym paraolimpijczykiem po amputacji obu kończyn, który wziął udział w igrzyskach olimpijskich. Pistorius brał udział w wyścigu na 400 metrów i był częścią reprezentacji RPA w 4 × 400 metrów, gdzie był przekaźnikiem zespołu. Wziął również udział w Letnich Igrzyskach Paraolimpijskich 2012, gdzie wystąpił w wyścigach na 100 metrów, 200 metrów i 400 metrów w klasyfikacji T44, a w T42-T46 4 × 100 metrów znów był przekaźnikiem. Zdobył złote medale w wyścigu na 400 metrów, pobijając dotychczasowy paraolimpijski rekord (46,68 s) oraz w biegu 4 × 100 metrów – pobijającym dotychczasowy rekord (41,78 s). Pistorius również zdobył srebro w wyścigu na 200 metrów, gdzie w półfinale ustanowił kolejny rekord Świata (21,30 s).

## Zabójstwo i proces
14 lutego 2013 został zatrzymany przez policję i oskarżony o to, że w swoim domu w Pretorii zastrzelił swoją dziewczynę, 29-letnią modelkę Reevę Steenkamp, a następnie strzelał do już nieżyjącej, trafiając w głowę i ramię. Pistorius oświadczył policji, że wziął Reevę za włamywacza. W akcie oskarżenia prokurator zarzucił Pistoriusowi morderstwo z premedytacją i nielegalne posiadanie amunicji, żądając dla niego kary dożywotniego więzienia. Rozprawa, która rozpoczęła się wiosną 2014, zakończona została 21 października 2014 wyrokiem skazującym za zabójstwo na pięć lat bezwzględnego więzienia (plus dodatkowo trzy lata w zawieszeniu, za nielegalne posiadanie broni).
3 grudnia 2015 Najwyższy Sąd Apelacyjny RPA przychylił się do wniosku prokuratora i uznał Pistoriusa winnym morderstwa, jednocześnie kierując sprawę do ponownego rozpatrzenia. 6 lipca 2016 mężczyzna został skazany na 6 lat pozbawienia wolności. W kolejnym procesie w 2017 został skazany na 13 lat więzienia za zabójstwo. Z więzienia wyszedł 5 stycznia 2024 roku po warunkowym zwolnieniu.
Z powodu trwającego procesu nie wziął udziału w mistrzostwach świata w Moskwie (2013).